# Roland Culver
Roland Joseph Culver, OBE (* 21. August 1900 in London; † 1. März 1984 in Henley-on-Thames, Oxfordshire, England) war ein britischer Theater- und Filmschauspieler.

## Leben
Roland Culver besuchte das Highgate College und war von 1918 bis 1919 Pilot bei der Royal Air Force. Nach seinem Militärdienst ließ er sich an der Royal Academy of Dramatic Art zum Schauspieler ausbilden. Er debütierte 1925 am Hull Repertory Theatre und machte sich spätestens 1930 neben der jungen Madeleine Carroll in der Komödie Dance with No Music am Londoner West End einen Namen. Ab 1931 trat er auch in britischen Filmen auf. Auf der Leinwand war er fortan zumeist in Nebenrollen zu sehen, so etwa in Carol Reeds Thriller Night Train to Munich (1940), als Colonel Betteridge in Michael Powells und Emeric Pressburgers satirischem Technicolor-Epos Leben und Sterben des Colonel Blimp (1943), in Alexander Kordas Filmdrama Perfect Strangers (1945) mit Robert Donat und Deborah Kerr in den Hauptrollen oder in dem Episodenfilm Traum ohne Ende (1945).
Im Jahr 1946 gab Culver als Lord Desham in Mutterherz neben Olivia de Havilland sein Hollywood-Debüt. 1947 spielte er den Himmelswächter Mr. Jordan in dem Rita-Hayworth-Musical Eine Göttin auf Erden. In Billy Wilders Ich küsse Ihre Hand, Madame verkörperte er 1948 in der Rolle von Baron Holenia erneut einen Adligen. Nach der Filmkomödie Der große Liebhaber (1949), in der er als mittelloser Großherzog neben Bob Hope und Rhonda Fleming zu sehen war, kehrte er nach Großbritannien zurück und setzte dort seine Filmkarriere fort. Wie schon zuvor wurde er dabei vor allem als typisch englischer und meist adliger Gentleman oder als Militäroffizier besetzt.
Ab 1955 war Culver auch im britischen Fernsehen zu sehen, so etwa als Gastdarsteller in der Serie Mit Schirm, Charme und Melone (1968) oder als Duke of Omnium in der BBC-Serie The Pallisers. Er trat auch weiterhin auf der Bühne auf. Am Broadway wurde er von den Kritikern unter anderem 1953 für seine Darbietung in der Komödie The Little Hut gelobt, mit der er zuvor bereits drei Jahre lang in London auf der Bühne gestanden hatte. 1966 war er für die Broadway-Inszenierung von Tschechows Bühnenstück Iwanow für den Tony Award in der Kategorie Bester Hauptdarsteller nominiert. 1979 veröffentlichte er seine Autobiografie unter dem Titel Not Quite a Gentleman. Ein Jahr später wurde er zum Officer of the Order of the British Empire ernannt. Seine letzte Kinorolle hatte er 1982 als Lord Fermleigh in der britischen Filmkomödie Der Missionar an der Seite von Michael Palin und Maggie Smith.
Von 1932 bis 1946 war Culver mit der Schauspielerin und Casting-Agentin Daphne Rye verheiratet. Aus der Ehe gingen zwei Söhne hervor, Robin und Michael Culver, der wie seine Eltern Schauspieler wurde. 1947 ehelichte Culver Nan Hopkins. Die Ehe hielt bis zu seinem Tod. Roland Culver starb 1984 im Alter von 83 Jahren in Henley-on-Thames an einem Herzleiden.

## Filmografie (Auswahl)
Kino
- 1931: 77 Park Lane
- 1931: Fascination
- 1932: Love on Wheels
- 1932: There Goes the Bride
- 1932: Her First Affaire
- 1933: Mayfair Girl
- 1933: Her Imaginary Lover
- 1934: Du bist für mich die schönste Frau (Two Hearts in Waltz Time)
- 1934: Borrow a Million
- 1936: Crime Over London
- 1936: Im Banne der Eifersucht (Accused)
- 1937: Gangster, Frauen und Brillanten (Jump for Glory)
- 1937: Paradise for Two
- 1940: French Without Tears
- 1940: Night Train to Munich
- 1941: Old Bill and Son
- 1941: Eine ruhige Hochzeit (Quiet Wedding)
- 1941: This England
- 1942: One of Our Aircraft Is Missing
- 1942: The Day Will Dawn
- 1942: Unpublished Story
- 1942: The First of the Few
- 1942: Secret Mission
- 1942: Talk About Jacqueline
- 1943: Leben und Sterben des Colonel Blimp (The Life and Death of Colonel Blimp)
- 1944: Ehemann zur Ansicht (On Approval)
- 1944: Give Us the Moon
- 1945: Perfect Strangers
- 1945: Traum ohne Ende (Dead of Night)
- 1946: Mutterherz (To Each His Own)
- 1946: Das dämonische Ich (Wanted for Murder)
- 1947: Singapur (Singapore)
- 1947: Eine Göttin auf Erden (Down to Earth)
- 1948: Ich küsse Ihre Hand, Madame (The Emperor Waltz)
- 1948: Isn’t It Romantic?
- 1949: Der große Liebhaber (The Great Lover)
- 1950: So ist das Leben (Trio)
- 1951: Die selige Edwina Black (The Late Edwina Black)
- 1951: Hotel Sahara
- 1951: Der wunderbare Flimmerkasten (The Magic Box)
- 1951: Dakapo (Encore)
- 1952: The Holly and the Ivy
- 1952: Folly to Be Wise
- 1953: Schuß im Dunkel (Rough Shoot)
- 1954: Verraten (Betrayed)
- 1954: Der Fall Teckmann (The Teckman Mystery)
- 1955: Der Mann, der Rothaarige liebte (The Man Who Loved Redheads)
- 1955: The Ship That Died of Shame
- 1955: Meine bessere Hälfte (Touch and Go)
- 1955: Ein Alligator namens Daisy (An Alligator Named Daisy)
- 1956: Der König der Safari (Safari)
- 1957: The Hypnotist
- 1957: Interpol ruft Berlin (The Vicious Circle)
- 1957: The Truth About Women
- 1958: Bonjour Tristesse
- 1958: Next to No Time!
- 1958: Rockets Galore
- 1962: Das letzte Wort hat sie (A Pair of Briefs)
- 1962: Spiel mit dem Schicksal (Term of Trial)
- 1962: Die eiserne Jungfrau (The Iron Maiden)
- 1964: Der gelbe Rolls-Royce (The Yellow Rolls-Royce)
- 1965: James Bond 007 – Feuerball (Thunderball)
- 1966: Willkommen, Mister B. (A Man Could Get Killed)
- 1969: In Search of Gregory
- 1970: Schatten der Angst (Fragment of Fear)
- 1970: The Rise and Rise of Michael Rimmer
- 1973: Die Nelson-Affäre (Bequest to the Nation)
- 1973: Tanz der Totenköpfe (The Legend of Hell House)
- 1973: Der Mackintosh-Mann (The MacKintosh Man)
- 1977: Das Unheimliche (The Uncanny)
- 1978: Der große Grieche (The Greek Tycoon)
- 1978: No Longer Alone
- 1980: Never Never Land
- 1980: Der Löwe zeigt die Krallen (Rough Cut)
- 1982: Britannia Hospital
- 1982: Der Missionar (The Missionary)

Fernsehen
- 1956: Douglas Fairbanks Presents (Serie, eine Folge)
- 1964: Espionage (Serie, eine Folge)
- 1964: Gideon’s Way (Serie, eine Folge)
- 1967: The Very Merry Widow (Serie, eine Folge)
- 1968: The Caesars (Miniserie)
- 1968: Mit Schirm, Charme und Melone (The Avengers) (Serie, eine Folge)
- 1971: Hadleigh (Serie, eine Folge)
- 1971: UFO (Serie, eine Folge)
- 1971: Wives and Daughters (Miniserie)
- 1972: Die 2 (The Persuaders!) (Serie, eine Folge)
- 1972: Cranford (Miniserie)
- 1973: Crown Court (Serie, eine Folge)
- 1973: Orson Welles erzählt (Orson Welles’ Great Mysteries) (Serie, eine Folge)
- 1974: The Pallisers (Serie, elf Folgen)
- 1974: The Early Life of Stephen Hind (Dreiteiler)
- 1975: Churchill’s People (Serie, eine Folge)
- 1975: Task Force Police (Serie, eine Folge)
- 1975: Omnibus (Serie, eine Folge)
- 1976: Shades of Greene (Serie, eine Folge)
- 1978: The Word (Miniserie)
- 1979/1982: Die unglaublichen Geschichten von Roald Dahl (Tales of the Unexpected) (Serie, zwei Folgen)
- 1980: A Question of Guilt (Serie, drei Folgen)
- 1981: The Life and Times of David Lloyd George (Miniserie)
- 1982: Der Glöckner von Notre Dame (The Hunchback)
- 1983: The Old Men at the Zoo (Serie, drei Folgen)
- 1983: Rumpole von Old Bailey (Rumpole of the Bailey) (Serie, eine Folge)